# 4999 MPC
أم بي سي (ويعرف أيضًا باسم 4999 أم بي سي وفق تسمية الكوكب الصغير) (بالإنجليزية: MPC)‏ هو كويكب ضمن حزام الكويكبات؛ وترتيبه 4999 من حيث الاكتشاف.
اكتُشف هذا الجُرم الفلكي بواسطة إيريك والتر إلست في 2 فبراير 1987.

## وصلات خارجية
- 4999 MPC في قاعدة بيانات مختبر الدفع النفاث لأجرام النظام الشمسي الصغيرة

- الاكتشاف · مخطط المدار ·  العناصر المدارية · المعلمات المادية

- 4999 MPC على موقع ويكي سكاي: DSS2, SDSS, GALEX, IRAS, Hydrogen α, X-Ray, Astrophoto, Sky Map, Articles and images